# Mishal Al-Áhmad Al-Yáber Al-Sabah
Mishal Al-Áhmad Al-Yáber Al-Sabah (Kuwait, 27 de septiembre de 1940) es el actual emir de Kuwait que gobierna desde diciembre de 2023. Mishal pasó la mayor parte de su carrera en el aparato de seguridad e inteligencia de Kuwait. Antes de convertirse en emir a los 83 años, era el príncipe heredero más anciano del mundo.

## Biografía
Mishal es hijo del emir kuwaití Áhmad Al-Yáber Al-Sabah y medio hermano paterno del emir Nawaf Al-Áhmad Al-Yáber Al-Sabah. Estudió en la Escuela de Policía de Hendon y se graduó en 1960. Más tarde trabajó como jefe de la Seguridad del Estado de 1967 a 1980. Posteriormente, trabajó en el Ministerio del Interior hasta convertirse en subjefe de la Guardia Nacional con el rango de ministro interino (por designación protocolar) en 2004.
Fue nombrado Príncipe Heredero de Kuwait el 7 de octubre de 2020. El 8 de octubre se convirtió oficialmente en el príncipe heredero de Kuwait.

### Emir
El 16 de diciembre de 2023, tras el fallecimiento de su medio hermano Nawaf Al-Áhmad Al-Yáber Al-Sabah a la edad de 86 años, Mishal le sucedió en el cargo de Emir de Kuwait.

## Títulos y tratamientos
Esta tabla aún no está actualizada. Puedes contribuir aportando información sobre títulos y tratamientos de esta persona.

## Distinciones honoríficas
Nacionales
- Soberano Gran Maestre de la Orden de Mubarak el Grande.
- Soberano Gran Maestre de la Orden de Kuwait.
- Soberano Gran Maestre de la Orden de la Defensa Nacional.
- Soberano Gran Maestre de la Orden de la Distinción Militar.

Extranjeras
- Comendador de la Orden Nacional de la Legión de Honor (República Francesa, 04/12/2018), otorgada por Florence Parly, ministra de las Fuerzas Armadas.[10]
- Collar de la Orden del Rey Abdulaziz (Reino de Arabia Saudita, 30/01/2024).[11]
- Collar de la Orden de Al Sa‘id (Sultanato de Omán, 06/02/2024).[12]
- Miembro de Clase Excepcional de la Orden del Jeque Isa bin Salman Al Jalifa (Reino de Baréin, 13/02/2024).[13]
- Espada del Fundador Jeque Jassim bin Mohammed Al Thani (Estado de Catar, 20/02/2024).[14]
- Collar de la Orden de Zayed (Emiratos Árabes Unidos, 05/03/2024).[15]
- Collar de la Orden de Hussein ibn Ali (Reino Hachemita de Jordania, 23/04/2024).[16]
- Collar de la Orden del Nilo (República Árabe de Egipto, 30/04/2024).[17]
- Miembro de la Orden del Estado de la República de Turquía (República de Turquía, 07/05/2024).[18]